# Aktion Arbeitsscheu Reich
L'Aktion Arbeitsscheu Reich fu una campagna condotta contro gli individui definiti come "asociali" o "timorosi del lavoro" nella Germania nazista. Nell'aprile e nel giugno del 1938 più di 10.000 uomini furono arrestati come cosiddetti "elementi asociali da triangolo nero" e deportati nei campi di concentramento, in particolare, durante l'azione di giugno furono presi di mira circa 2.500 ebrei già condannati in precedenza per motivi diversi.

## Terminologia
Non c'è traccia del termine "Aktion Arbeitsscheu Reich" nella corrispondenza ufficiale relativa agli arresti di massa. Nel campo di concentramento di Buchenwald, i detenuti furono inizialmente chiamati Arbeitszwangshäftlinge Reich (AZR, "prigionieri del lavoro forzato del Reich") e poco dopo Arbeitsscheue Reich (ASR, "timorosi del lavoro del Reich"). Queste definizioni furono riprese da Hans Buchheim e poi utilizzate da Wolfgang Ayaß per entrambe le ondate di arresti. I "timorosi del lavoro" racchiudevano i criminali, coloro che si erano rifiutati di lavorare o che comunque rientravano in altre descrizioni ritenute socialmente indesiderabili.
Contemporaneamente fu utilizzata anche l'espressione "speciale di giugno" per la seconda ondata di arresti e di ebrei condannati: fu largamente utilizzata nel 1938, anche se non universalmente, infatti "speciale di giugno" fu usata per riferirsi agli ebrei, mentre "timorosi del lavoro" fu usata per gli arresti generici.

## LeAktion

### Aprile 1938
L'arresto e l'espulsione degli "individui asociali" risale al decreto emanato dal Ministero dell'Interno il 14 dicembre 1937 che prevedeva la detenzione preventiva di coloro che erano considerati criminali abituali, e che successivamente fu esteso a tutti coloro che potevano "mettere in pericolo la società tenendo un comportamento asociale".
Dopo il piano di Heinrich Himmler del 26 gennaio 1938, le autorità iniziarono un "sequestro unico, completo e sorprendente" contro i "timorosi del lavoro". Si trattava di uomini in età lavorativa che per due volte avevano rifiutato un lavoro offerto o a cui avevano rinunciato dopo poco tempo. L'azione fu affidata alla Gestapo, che ottenne le informazioni necessarie in collaborazione con gli uffici del lavoro.
L'azione era stata prevista per marzo, ma fu rinviata in seguito agli eventi legati all'annessione dell'Austria. L'operazione di arresto fu quindi estesa a tutto il Reich nel periodo dal 21 al 30 aprile: nel campo di Buchenwald complessivamente furono deportati tra i 1500 e i 2000 uomini "senza lavoro".

### Maggio e giugno 1938
Lo status di "criminali preventivi" non si limitò ai "timorosi del lavoro", ma fu utilizzato per gli arresti in modo molto più ampio. Una direttiva di attuazione del codice penale del Reich dell'aprile 1938 definiva "asociale" qualsiasi persona che mostrasse una cattiva condotta continuata o ripetute violazioni della legge, che non si adattasse alla comunità e non si sottomettesse all'"ordine evidente" voluto dallo Stato nazista: in particolare si trattava di vagabondi, mendicanti, prostitute, zingari e alcolisti, incluse le persone affette da malattie veneree non curate.
Gli ebrei furono inclusi nell'ordine su ordine personale di Hitler. Wolf Gruner cita la dichiarazione resa da Hitler nell'ultima settimana di maggio del 1938 con la seguente annotazione: "il completamento delle grandi opere in tutto il Reich" sarebbe stato completato da "ebrei asociali e criminali da arrestare" Quando l'ordine fu trasmesso oralmente fu frainteso, perché il significato di "antisociale" cambiava a seconda dell'uso della maiuscola o della minuscola. Il quartier generale della polizia di Stato a Vienna avviò un'iniziativa "lampo" e ordinò alle stazioni di polizia distrettuali, il 24 maggio 1938, di "arrestare immediatamente gli ebrei sgradevoli, soprattutto quelli predisposti al crimine, e di portarli al campo di concentramento di Dachau". I primi due trasporti, del 31 maggio e del 3 giugno, contarono quasi 1.200 ebrei e sono indicati da Wolf Gruner come "Promozioni austriache".
Nelle deportazioni di giugno furono arrestate soprattutto persone "asociali": in generale furono considerati "asociali" soprattutto gli ebrei che vivevano all'interno del regno austriaco e la cui fedina penale comprendeva condanne superiori alle quattro settimane. Questa successiva ondata, avvenuta tra il 13 e il 18 giugno, portò all'arresto di circa 9000 uomini da parte della polizia.
Nella "Speciale di giugno" gli ebrei furono arrestati in modo sproporzionato, in totale circa 2.300 uomini. La storia criminale spesso non si basava solo su fati legati alla delinquenza comune, ma in gran parte si risalì a diversi reati anche lontani nel tempo, comprese le infrazioni minori come la violazione del traffico: 211 prigionieri ebrei furono portati al campo di Dachau, 1.256 uomini ebrei al campo di Buchenwald e 824 in quello di Sachsenhausen, dove furono sottoposti a vessazioni e molestie.

## Classificazione
L'attività della Sicherheitspolizei per combattere i nemici politici si era spostata dalla lotta contro gli oppositori politici all'individuazione degli "asociali" inclini a comportamenti socialmente dannosi a causa della loro presunta predisposizione ereditaria. Heydrich giustificò l'azione in una lettera ai centri di controllo della polizia criminale, affermando che non si poteva tollerare che gli asociali si sottraessero al lavoro e quindi sabotassero il piano infrastrutturale quadriennale.
Wolfgang Ayaß suggerisce che spesso i lavoratori non venivano scelti in base alla presunta pericolosità dell'individuo o al comportamento "asociale", ma che il criterio decisivo per l'arresto era la capacità lavorativa. In molti campi di concentramento, questi uomini furono contrassegnati con il triangolo nero e furono il gruppo di lavoratori più numeroso fino all'inizio della guerra. Martin Broszat fa notare che in questo periodo le SS iniziarono ad aumentare la produzione di materiale da costruzione e di conseguenza nei campi di concentramento era necessario un numero di prigionieri sempre maggiore. L'effetto deterrente sugli altri "fannulloni del lavoro" era probabilmente l'aspetto più importante rispetto alle prestazioni lavorative di questi prigionieri.
La "Speciale di giugno" fu anche la prima effettuata dalla Sicherheitspolizei a propria discrezione, in cui un gran numero di ebrei tedeschi fu deportato nei campi di concentramento, la loro inclusione nell'azione di giugno risale agli ordini personali di Hitler del 1º giugno 1938.
Christian Dirks suggerisce un collegamento con gli attacchi antisemiti a Berlino, che, iniziati a maggio, si intensificarono dal 13 al 16 giugno 1938 culminando con i boicottaggi dei negozi ebraici, le incursioni nei caffè e gli arresti. Christian Faludi ha notato un collegamento tra Joseph Goebbels e Wolf-Heinrich Graf von Helldorf nell'inscenare le "rivolte antisemite in strada" a Berlino e nel promuovere l'obiettivo di una "soluzione statale totalmente centralizzata" da parte dell'apparato di intelligence di Reinhard Heydrich e Heinrich Himmler. Wolfgang Ayaß utilizza i dati sull'occupazione per confutare l'affermazione diffusa secondo cui la maggior parte delle persone imprigionate nell'ambito della campagna Arbeitsscheu Reich fu rimessa in libertà nel 1939 durante l'amnistia in occasione del 50º compleanno di Hitler. Arresti di massa analoghi per questi gruppi non furono mai ripetuti. Tuttavia, fino al 1945, arrivarono continuamente prigionieri "asociali" e "timorosi del lavoro" nei campi di concentramento. Lo stesso Himmler stimò nel 1943 che il numero totale di detenuti "asociali" e "criminali professionisti" fosse di circa 70.000 persone. Julia Hoerath sottolinea che gli ordini di "prevenzione razziale" furono attuati subito dopo la presa del potere con l'interazione tra autorità locali e centrali e non fu affatto controllata esclusivamente a livello centrale dalla leadership delle SS e della Gestapo.